# Inteligenční kvocient

Rozložení IQ v populaci

Inteligenční kvocient, zkráceně IQ, je standardizované skóre používané jako výstup standardizovaných inteligenčních (a jiných výkonových) psychologických testů k vyčíslení inteligence člověka v poměru k ostatní populaci (respektive k dané skupině). V dnešní době se nejčastěji používá deviační skóre s průměrem 100 a směrodatnou odchylkou 15.

## Definice a význam
Termín zavedl v roce 1912 německý psycholog William Stern, když vylepšil původní pojetí inteligence podle Alfreda Bineta a Théodora Simona, která pracovala pouze s mentálním věkem. Definoval míru inteligence jako poměr mentálního věku a věku chronologického (skutečného):
{\displaystyle IQ=100\cdot {\frac {ment{\acute {a}}ln{\acute {\imath }}\,v{\check {e}}k}{chronologick{\acute {y}}\,v{\check {e}}k}}}
Pokud by tedy mělo desetileté dítě intelektuální schopnosti na úrovni dítěte třináctiletého, je jeho IQ rovno 130 (100·13/10). Při testování se používaly úlohy rozčleněné podle toho, jak staří jedinci je jsou v průměru schopni zvládnout. Mentální věk se pak určil podle nejnáročnějších úloh, které byl testovaný schopen adekvátně řešit. Tento vzorec však lze jen těžko používat pro dospělé, zejména proto, že biologický věk roste lineárně a mentální nikoliv. Staří lidé by tedy získávali velmi nízké hodnoty IQ, což může být zcela v rozporu s jejich schopnostmi.
Proto se v současnosti preferuje odvozený kvocient označovaný jako odchylkové neboli deviační IQ, u kterého se porovnává úroveň rozumových schopností jedince vzhledem k průměru populace v dané skupině. Nejčastěji je používána škála s průměrem v dané populační skupině 100 a směrodatnou odchylkou 15. Výpočet se proto řídí vzorcem:
{\displaystyle IQ=100+15{\frac {(x-\mu )}{\sigma }}}
kde {\displaystyle x} je hrubé skóre dosažené v testu (tedy součet všech správných položek), {\displaystyle \mu } je průměrný počet správných položek v dané populaci (členěné zpravidla podle pohlaví, věku, národnosti apod.) a {\displaystyle \sigma } je směrodatná odchylka hrubého skóre testu.
Protože inteligence má přibližně normální rozdělení, asi 70 % lidí má hodnotu IQ 85–115. IQ 115–130 má přibližně 13 % populace a nad 130 už jen necelé 2 % obyvatel Země. Podobné rozložení nalezneme i u nižších hodnot IQ (tedy 70–85 má asi 13 % populace a méně než 70 opět méně než 2 %) – tyto hodnoty jsou pouze orientační, ve skutečnosti se mírně liší. Skóre pod 70 body se nazývá mentální retardace, samotný inteligenční kvocient ovšem podle Mezinárodní klasifikace nemocí není jediným kritériem pro tuto diagnózu, důležité jsou i adaptační funkce, samostatnost a jiné.
Testování inteligence se používá zejména u dětí a studentů k predikci možných studijních problémů nebo naopak ke zjištění studijního potenciálu. Nevýhodou tohoto přístupu je ale fakt, že IQ se mezi dětstvím a pubertou (14. rok věku) často značně mění – vzrůstá jeho trvale dědičná složka z téměř nuly u batolat a ~ 30 % u dětí na přelomu školky/školy k 75 % a více po 18. roku života. Toto je především způsobeno postupnou expresí genů, kde u dětí nejsou zdaleka všechny geny aktivní. Změření IQ u rodičů je pak přesnější než predikce IQ dítěte v dospělosti z testování v 6. roku života. Určitá hodnota IQ nemusí hrát v životě člověka podstatnou roli a nesvědčí o jeho charakteru. Dědičnost dosaženého vzdělání ve smyslu získání titulu je asi 30 %, dědičnost vzdělání ve smyslu osvojených dovedností a vědomostí je 50 až 60 %. IQ má tak pouze středně silný vztah ke vzdělání ve smyslu získání titulu, ale jeho vztah k dovednostem a vědomostem je silný.

## Stupně mentální retardace
Mentální retardace označuje výrazně sníženou inteligenci oproti průměru populace daného věku, která má většinou vliv na schopnost vést běžný život. Původní rozdělení mentální retardace v termínech debil (50–69), imbecil (IQ 35–49) a idiot (IQ pod 35) se dnes z důvodu velmi pejorativního významu nepoužívá. Mentální retardace se proto rozlišuje na lehkou (IQ 50–69), střední (35–49), těžkou (IQ 20–34) a hlubokou (IQ pod 20), ale například nejnovější klasifikace Americké psychiatrické společnosti DSM-V používá označení „intelektuální neschopnost“ (intellectual disability). Zvláště u výrazných odchylek je však nemožné a pro pomoc konkrétní osobě neefektivní stanovovat přesnou hodnotu, a dnes se tak používá spíše klinický popis konkrétních potíží, které daný člověk má.

## Flynnův efekt
Průměrné hodnoty IQ ve společnosti během 20. století stoupaly, přibližně o tři body za deset let. Ne všechny součásti inteligenčních škál však zaznamenávají růst, některé zůstávají s přibližně totožnou hodnotou po desítky let. Tento fenomén se nazývá Flynnův efekt. Není dosud jasné, zda jeho příčiny leží ve skutečně se zvyšující inteligenci lidské společnosti (ať již díky intenzivnějšímu vzdělávání, nebo díky lepší výživě), či jinde. Dědičností změny inteligence (nárůst i pokles v posledních dekádách) nejsou způsobené. Dalšími možnými příčinami tohoto navyšování mohou být metodologické změny v testování IQ a větší obeznámenost lidí s druhem úkolů, které se vyskytují v IQ testech. Nicméně jiní badatelé, vycházející ze vztahu mezi inteligencí a reakční dobou, tvrdí, že inteligence v posledních přibližně 100 letech klesá. Takové pojetí sice není odbornou vědeckou komunitou obecně přijímáno, nicméně v posledních desetiletích byl pozorován částečný pokles v řadě západních zemí, například Norsku, Francii, Německu, Rakousku, Dánsku, či v USA. Pokles je pozorován také v Turecku. Pokles inteligence (anti-Flynnův efekt) ve 21. století ve Finsku by se dal přičíst poklesu motivace. V Česku, u žáků posledních ročníků základních škol, byl v roce 2015 zopakován IPT (intellectual potential test) z roku 1971 a 1973 (Pavel Říčan). Podle typu testu došlo ke změně o 2,3–4,2 bodu IQ za deset let.